# フィーノ・デル・モンテ
フィーノ・デル・モンテ（伊: Fino del Monte  ( 音声ファイル)）は、イタリア共和国ロンバルディア州ベルガモ県にある、人口約1,100人の基礎自治体（コムーネ）。

## 地理

### 位置・広がり
ベルガモ県北東部、ヴァル・セリアーナのコムーネ。県都ベルガモから北東へ33km、ブレシアから北北西へ42km、州都ミラノから北東へ79kmの距離にある。

#### 隣接コムーネ
隣接するコムーネは以下の通り。
- カスティオーネ・デッラ・プレゾラーナ
- オノーレ
- ロヴェッタ
- ソンガヴァッツォ

### 地震分類
イタリアの地震リスク階級 (it) では、3 に分類される
。

## 行政

### 山岳部共同体
広域行政組織である山岳部共同体「ヴァッレ・セリアーナ山岳部共同体」  (it:Comunità montana della Valle Seriana)  （事務所所在地：クルゾーネ）を構成するコムーネである。